# ポール・ドリンコール
ポール・ドリンコール（1990年1月16日 -  ）は、イングランドの卓球選手。2007年、2009年、2011年、2012年、2016年、2017年に英国卓球選手権で優勝した。

## 経歴

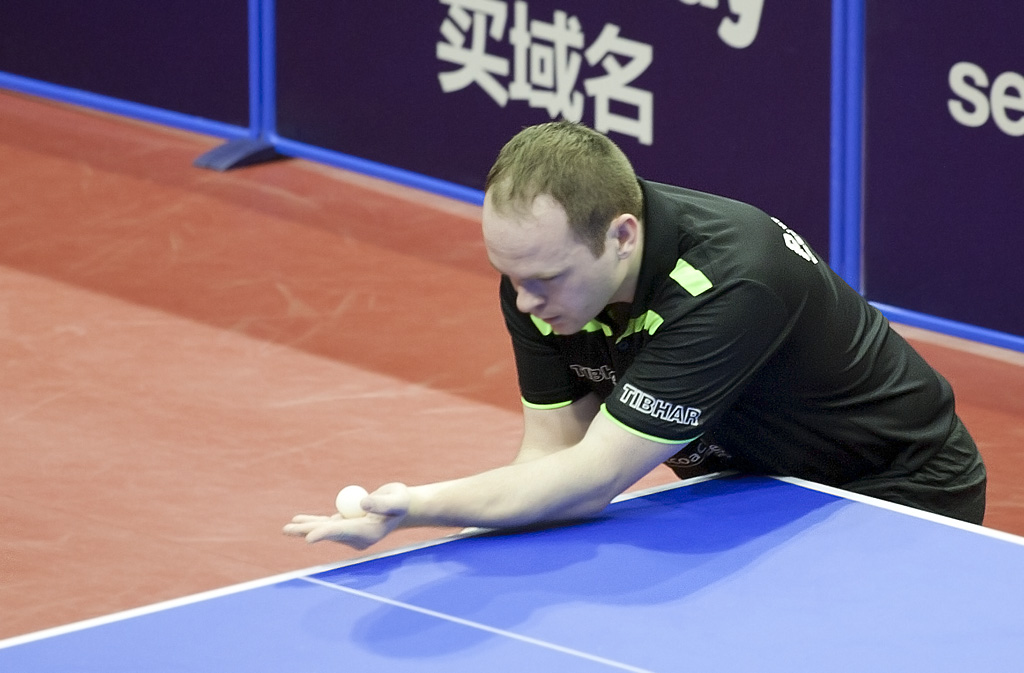
ITTFワールドツアー2017ドイツオープン

ドリンコールはイングランドのミドルスブラで出生した。
2008-2009年シーズン、ドイツ・ブンデスリーガ1部（当時）のTTCインデランドユーリッヒでプレーした 。
2008年、マドリードで開催された世界ジュニア卓球選手権で準優勝した。
2010年、ドリンコールはベルギーのNodo TTCEkerenと契約した。
同年、デリーで開催されたコモンウェルスゲームズで、彼は男子団体で銀メダルを獲得し、混合ダブルスで銅メダルを獲得した。
2011年、イタリアに移り、2012年ロンドンオリンピックに向けてパフォーマンスを向上させる目的でステリルガルダクラブに参加した。 
2012年のオリンピックに出場した。男子シングルスでは、予選ラウンドでクウェートのイブラヒムアルハサンを4-0で破り、世界ランク52のシンガポールのヤンズーを破った。
2012年、ドリンコールは卓球ブンデスリーガのヴェルダーブレーメンに加入し、チームの優勝に貢献した。
2013年、こちらもプロの卓球選手であり、国内優勝歴のあるジョアンナ・パーカーと結婚した。
2014年、スペインオープンで優勝した。ITTFワールドツアーにおけるシングルス優勝は、イギリス人として2人目、18年ぶりであった。
2014-15シーズンにはTTCノドに復帰し、ベルギーリーグの優勝に貢献した。
グラスゴーで開催された2014年コモンウェルスゲームズでイングランド代表としてプレーし、団体戦で銀メダルを獲得した。ポールとジョアンナ・ドリンコールはその後、混合ダブルスで金メダルを獲得した 。
2014年、ドリンコールはドミトリ・オフチャロフらを破ってロシアオープンの決勝に到達し、ITTFワールドツアー・グランドファイナルへの出場権をイギリス人として初めて獲得した 。世界ランキングで33位に到達した。 
2015年6月にバクーで開催された最初のヨーロッパ競技大会で、ドリンコールは16シードを獲得し、準決勝でドミトリ・オフチャロフに敗れた 。
2016年、ドリンコールは、リアムピッチフォード、サムウォーカーとともにイングランド代表として世界卓球選手権団体戦に出場し、銅メダルを獲得した。
同年、キャリアで5度目のイギリスチャンピオンとなった。
2016年リオデジャネイロオリンピックの男子シングルスと男子団体にイギリス代表として出場した。チームイベントでは、リアムピッチフォードとサムウォーカーとともにフランスを破った 。
2017年、ポールは決勝でサムウォーカーに4対2で勝利し、6度目の英国シニアナショナルチャンピオンになった。
2018年、ドリンコールは、リアムピッチフォード、サムウォーカー、デビッドマクビース、トムジャービスとともにイングランド代表としてITTFチームワールドカップに出場し、銅メダルを獲得した。
2018年、オーストラリアで開催されたコモンウェルスゲームズで、ドリンコールはリアムピッチフォードとともに男子ダブルスで金メダルを獲得し、ピッチフォード、サムウォーカー、デビッドマクビースとともにイングランド代表として男子団体の銅メダルを獲得した。
2019年、ドリンコールはセルビアオープンで優勝し、2つのITTFワールドツアーイベントで優勝した最初の英国人選手になった。
2021年、ドリンコールは土壇場で2020年東京オリンピックに出場した。